# 塞內加爾華人
華人，在塞內加爾人口雖少但正不斷增長，主要是由20世紀80年代抵達的中華人民共和國移民組成。

## 移民歷史
在八十年代起，中華人民共和國移民開始詮進入塞內加爾。塞內加爾總統阿布杜·迪烏夫的政府在1996年對正式承認台灣，中華民國的外交成功與經濟關係的發展不符。相反，來自中國的貿易商在塞內加爾活動，能夠培養政治和民眾的支持。2005年10月，當塞內加爾與中華民國脫離關係並恢復與中華人民共和國國的關係時，他們的努力取得了回報，這次活動迎來了中國當地移民的慶祝活動。相反，台灣指責中華人民共和國通過向外援助6億美元來“買入”塞內加爾的效忠。
在2004年，人民日報估計塞內加爾有300個華人，2008年，南華早報從一個不明確的消息來源公佈了官方數字，指出150個中國家庭共有200-300人居住在達喀爾，但在塞內加爾接受訪問的中國人估計真實數字可能高達1000人。澳大利亞廣播電台2009年1月的另一份報導估計總數達到了2000人。

## 商業和就業
截至2009年，達喀爾有大約200家中國商店，主要集中在達喀爾的大眾百貨公司，該地區正在迅速被稱為當地的“唐人街”。中國商人通常將他們的建築物轉換成商店，前鋪後居。據美國之音報導，中國批發商每天可以賺幾千美元。他們的影響大大地將達喀爾的商業中心從歷史悠久的桑達加市場轉移到了Centenaire地區。
中國商人主要銷售進口商品，2006年，從中國進口到塞內加爾的產品佔了兩國貿易關係總量的94％。中國商店競爭的更大的塞內加爾貿易商往往會以廉價商品為由淹沒市場，甚至在2004年通過其商業協會(塞內加爾貿易商和實業家聯盟)組織罷工，要求限制中國移民，特別是他們指責中國商人賄賂和逃稅。然而，他們提供的低廉價格進口商品有利於消費者以及在貧困地區的小型流動供應商轉售他們從中國人購買的商品。
中國商人同時為當地人創造就業機會。每個店鋪僱有兩到三名本地助理，一名當地觀察員指出，他們已經具有減少犯罪的效果，因為以前成為扒手的小孩現在被雇用為信使。
由於商品價格低廉，中國的貿易商不僅能夠在達喀爾抵制塞內加爾商人，而且也排擠了傳統上在市場占主導地位的黎巴嫩人。這兩種人也開始從中國商人購買產品轉賣至沒有中國移民生活的國家的偏遠地區。中國批發商也吸引了來自附近西非國家的商人，特別是岡比亞，幾內亞比紹和馬里，他們覺得來塞內加爾比在本國購買中國貨物要更便宜更快速，而不是花費昂貴和耗時獲得中國簽證和飛往中國購買貨品。

## 整合和社區
中國店主經常教他們的非洲僱員官話，並從中學習沃洛夫語和法語，作為一種語言交換的形式。但是，他們與工作以外的當地人幾乎沒有接觸，而是與其他中國人一起生活。他們被當地人認為是一個秘密社區。
塞內加爾的中國人組建了各種社區協會:
- 塞内加尔华人联谊会
- 塞内加尔华人商會
- 塞内加尔中国人联谊会

塞內加爾的華商往往成為暴力犯罪的受害者。 2002年，一名女子失踪從此沒有音訊，2004年，孫鳳芝和她的兒子王坤在達喀爾的家中被謀殺。2009年2月，在河南商人趙遂勤遭到謀殺事件之後，有214家中資企業停牌，抗議警方對他們的暴力調查緩慢，一些塞內加爾商人也團結一致地關閉了他們的商店。